# Municipio de Ocampo (Chihuahua)
El municipio de Ocampo es uno de los 67 municipios en que se divide el estado mexicano de Chihuahua. Su cabecera es Ocampo.

## Geografía
Limita al norte con el municipio de Temósachic, al noreste con el municipio de Guerrero, al sureste con el municipio de Bocoyna, al sur con el municipio de Maguarichi y el municipio de Uruachi y al oeste con el municipio de Moris.

## Demografía
Según el Conteo de Población y Vivienda de 2010 realizado por el Instituto Nacional de Estadística y Geografía, la población del municipio de Ocampo es de 7, 546 habitantes, de los cuales 3, 935 son hombres y 3, 611 son mujeres.

### Localidades
En el censo de 2020 el municipio de Ocampo contaba con 112 localidades.
| Código INEGI      | Localidad         | Población (2020) |
| ----------------- | ----------------- | ---------------- |
| 080510010         | Basaseachi        | 1 874            |
| 080510149         | Huajumar          | 1 123            |
| 080510017         | Cajurichi         | 753              |
| 080510001         | Melchor Ocampo    | 432              |
| Otras localidades | Otras localidades | 3 945            |
| Total municipal   | Total municipal   | 8 127            |

## Política

### División administrativa
El municipio se encuentra dividido en siete secciones municipales que son Agua Caliente, Basaseachi, Cajurichi, Candameña, Pinos Altos, Yoquivo y Huajumar.

### Representación legislativa
Para la elección de diputados federales y locales, el municipio se encuentra integrado en:
Local:
- Distrito electoral local 13 de Chihuahua con cabecera en Guerrero.[10]

Federal:
- Distrito electoral federal 7 de Chihuahua con cabecera en Cuauhtémoc.[11]

### Presidentes municipales
- (1977 - 1980): Adolfo Lara Moreno
- (1980 - 1983): Tomas Aguayo Caraveo
- (1983 - 1986): Samuel Pérez
- (1986 - 1989): Enrique Castillo
- (1989 - 1992): Obed Lara Chávez
- (1992 - 1995): Lorenzo Tovalí Lucero
- (1995 - 1998): Carlos Emilio Escárzaga Lozano
- (1998 - 2001): Uriel Armando Paredes Ponce
- (2001 - 2004): Juan Chávez Orozco
- (2004 - 2007): Darío Rey Díaz Menchaca
- (2007 - 2010): Francisco Ponce de León Montoya
- (2010 - 2013): Manuel Hernández Martínez
- (2013 - 2016): Carlos Emilio Escázaga Lozano